# Jerzy Łukaszewicz (reżyser)
Jerzy Łukaszewicz (ur. 7 września 1946 w Chorzowie) – polski operator, reżyser i scenarzysta, profesor sztuk filmowych.

## Życiorys
Absolwent VII LO w Katowicach-Ligocie. W 1968 roku ukończył studia na Wydziale Operatorskim PWSTiF w Łodzi, dyplom uzyskał w 1969 roku. 17 maja 2006 roku uzyskał tytuł profesora sztuk filmowych. Jest pracownikiem naukowym (od 2010 roku profesorem zwyczajnym) na Wydziale Radia i Telewizji im. Krzysztofa Kieślowskiego Uniwersytetu Śląskiego w Katowicach od 1994 roku. Jest autorem zdjęć m.in. do filmów Dolina Issy, Vabank, Vabank II, Seksmisja i Siekierezada. Jego pełnometrażowym debiutem reżyserskim był film Przyjaciel wesołego diabła. Zagrał  epizodyczną rolę Cyryla Basisty w filmie Sól ziemi czarnej. Publikował w czasopiśmie „Estetyka i Krytyka”. Członek Polskiej Akademii Filmowej i Stowarzyszenia Filmowców Polskich.
Brat-bliźniak aktora Olgierda Łukaszewicza.

## Filmografia

### Reżyseria
- Dzwon (1983)  – reżyseria, scenariusz, dialogi[1]
- Przyjaciel wesołego diabła (1986) – reżyseria, scenariusz, dialogi, zdjęcia[1]
- Przyjaciele wesołego diabła (1988) – reżyseria, scenariusz, dialogi, zdjęcia[1]
- Bliskie spotkania z wesołym diabłem (1988) – reżyseria, scenariusz, dialogi, zdjęcia[1]
- Wow (1993) – reżyseria, scenariusz[1]
- Łowca. Ostatnie starcie (1993) – reżyseria, scenariusz, operator kamery[1]
- Faustyna (1994) – reżyseria[1]
- Tajemnica Sagali (1996) – reżyseria, scenariusz[1]
- Gwiezdny pirat (1998) – reżyseria, scenariusz[1]
- Słoneczna włócznia (2000) – reżyseria, scenariusz[1]
- Plebania (2000–2011) – reżyseria wybranych odcinków od 172 do 1809[1]
- Na dobre i na złe (2001) – reżyseria odcinków 62, 63 i 64[1]
- Kopciuszek (2006) – koncepcja reżyserska, reżyseria odcinków: 1–4, 19–26[1]

### Scenariusz
- Zmyślenia (1974) – scenariusz, zdjęcia[1]
- Muchołap (1976) – scenariusz, zdjęcia[1]
- Chciałbym się zgubić… (1979) – scenariusz, zdjęcia[1]

### Zdjęcia
- Zwycięstwo zasad (1966)[1]
- Trio Barlycz (1966)[1]
- Męska profesja (1966)[1]
- Jedyna (1966)[1]
- Uśmiech (1968)[1]
- Upodobania (1968)[1]
- Ewa Demarczyk (1970)[1]
- Słowiki chórem śpiewające (1971)[1]
- Bicie serca (1971)[1]
- Kiedy byliśmy mali (1973)[1]
- Chłopcy (1973)[1]
- Latający talerzyk (1976)[1]
- Bezkresne łąki (1976)[1]
- Agnieszka opowiada bajkę (1976)[1]
- Śmierć prezydenta (1977)[1]
- Dziewczyna i chłopak (1977)[1]
- Okupienie (1978)[1]
- My też umiemy tak (1978)[1]
- Surowy urok Laponii (1979)[1]
- Kanon czyli... zasadnicze zasady konieczności gry kolektywnej na instrumentach dętych (1979)[1]
- Spotkanie na Atlantyku (1980)[1]
- Dziewczyna i chłopak (1980)[1]
- Vabank (1981)[1]
- Paavo Haviko (1981)[1]
- Dolina Issy (1982)[1]
- Seksmisja (1983)[1]
- Vabank II, czyli riposta (1984)[1]
- Siekierezada (1985)[1]
- Kingsajz (1987)[1]
- Wilk stepowy (1992)[1]
- Zamek w Szwecji (1993)[1]

### Operator kamery
- Doktor Ewa (1970) – odcinki 1–2, 6–7[1]
- Na przełaj (1971)[1]
- Bolesław Śmiały (1971)[1]
- Agent nr 1 (1971)[1]
- Wielka miłość Balzaka (1973)[1]
- Poprzez piąty wymiar (1973)[1]
- Nagrody i odznaczenia (1973)[1]
- Jak to się robi (1973)[1]
- Karino (1974)[1]
- Kazimierz Wielki (1975)[1]
- Ognie są jeszcze żywe (1976)[1]
- Karino (1976)[1]